# John D. Odegard School of Aerospace Sciences

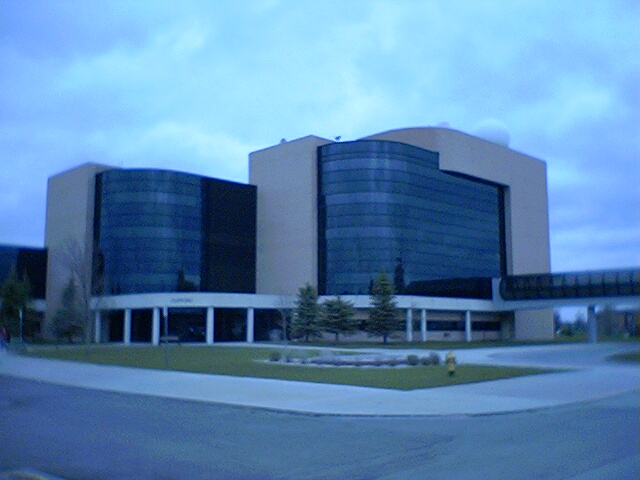
John D. Odegard School of Aerospace Sciences.

La John D. Odegard School of Aerospace Sciences (UND Aerospace) est une école multidisciplinaire de l'université du Dakota du Nord (UND) située à Grand Forks dans le Dakota du Nord. UND Aerospace exploite également des centres de formation au pilotage à Crookston dans le Minnesota et à Phoenix en Arizona.
Fondée en 1968, l'école mets l'accent sur l'aérospatiale (l'astronautique et l'aéronautique). Elle dispose d'une importante flotte d'environ 120 appareils dont une majeure partie est basée à l'aéroport international de Grand Forks.
L'école compte plus de 500 professeurs et 1 900 étudiants, ce qui en fait la deuxième plus grande université conférant des grades universitaires à l'UND.